# Flavio Castellani
| Entdeckte Asteroiden: 6                                                     | Entdeckte Asteroiden: 6 |
| --------------------------------------------------------------------------- | ----------------------- |
| (21308) 1996 XG51                                                           | 2. Dezember 1996        |
| (25216) Enricobernardi2                                                     | 10. Oktober 1998        |
| (27094) Salgari3                                                            | 25. Oktober 1998        |
| (27095) Girardiwanda3                                                       | 25. Oktober 1998        |
| (42775) Bianchini3                                                          | 26. Oktober 1998        |
| (96307) 1996 XT21                                                           | 4. Dezember 1996        |
| - [1] mit Plinio Antolini - [2] mit Ivano Dal Prete - [3] mit Ulisse Munari |                         |

Flavio Castellani ist ein italienischer Astronom und Asteroidenentdecker.
Er entdeckte zusammen mit seinen Kollegen Plinio Antolini, Ivano Dal Prete und Ulisse Munari zwischen 1996 und 1998 insgesamt 6 Asteroiden.